# Університет Ніхон
Університет Ніхон　(яп. 日本大学, にほんだいがく, ніхон дайґаку; англ. Nihon University) — вищий навчальний заклад в Японії, приватний університет. Штаб-квартира розташована в районі Тійода, Токіо. Має кампуси в містах Сайтама, Місіма, Фудзісава, Фунабасі і Кооріяма. Виник на базі Японської юридичної школи, утвореної міністром юстиції Ямадою Акійосі 1889 року. Заснований 1920 року.
Університет має 14 факультетів: юридичний, гуманітарно-природничий, економічний, торговельний, мистецький, міжнародних відносин, фізико-інженерний, промислово-інженерний, інженерний, медичний, стоматологічний, бактеріологічний, біологічно-ресурсний, фармацевтичний. Основні форми навчання: денна, заочна, дострокова. Кожен окремий факультет має окремий бюджет і працює як автономна університетська організація.
Університет здійснює підготовку магістрів і аспірантів за спеціальностями: юриспруденція, гуманітарні науки, базові науки, економіка, торгівля, мистецтво, міжнародні відносини, фізика, промислова інженерія, інженерія, медицина, стоматологія, бактеріологія, біологія, ветеринарна справа, фармацевтика, інтегровані мистецтва і науки, глобальний бізнес, соціологія та інформатика.
При університеті діє декілька науково-дослідних установ: Інститут демографії, Інститут квантової фізики, Інститут інтегрованих мистецтв і наук, Інститут педагогічних систем, Інститут духовної культури. Також існує вища університетська школа для майбутніх абітурієнтів.
Традиційно університет вважався гуманітарним, однак після Другої світової війни обличчям вищого навчального закладу є природничі та медичні науки.